# Richard Olsen
Peter Richard Olsen (* 31. Oktober 1911 in Sorø; † 13. Februar 1956 ebenda) war ein dänischer Ruderer.
Bei den Europameisterschaften 1929 gewann im Vierer mit Steuermann das italienische Boot vor dem Boot vom Sorø Roklub mit Aage Hansen, Christian Olsen, Walther Christiansen, Richard Olsen und Poul Richardt. 1930 siegten die Dänen vor dem italienischen Vierer, 1931 und 1932 gewannen wieder die Italiener vor den Dänen. Der dänische Sieg von 1930 war die einzige Unterbrechung der italienischen Siegesserie von 1925 bis 1934. 
1933 traten Hansen, Christiansen und die Olsen-Brüder ohne Poul Richardt im Vierer ohne Steuermann an und gewannen auch in dieser Bootsklasse den Titel.
Bei den Olympischen Spielen 1936 ruderte Richard Olsen zusammen mit Harry Larsen im Zweier ohne Steuermann. Im zweiten Vorlauf belegten sie den zweiten Platz hinter den Ungarn, erreichten aber das Finale durch einen Sieg im Zwischenlauf. Im Finale gewannen die Deutschen Willi Eichhorn und Hugo Strauß mit drei Sekunden Vorsprung vor Olsen und Larsen, dahinter gewann der argentinische Zweier Bronze vor den Ungarn. Bei den Europameisterschaften 1937 gewann der italienische Zweier mit Mario Lazzati und Ermenegildo Manfredini vor Olsen und Larsen. 1938 siegten die Deutschen Heinrich Stelzer und Rudolf Eckstein vor Lazzati und Manfredini, dahinter gewann Richard Olsen mit seinem Bruder Viggo Olsen die Bronzemedaille.